# أوليفر إتش. دوكري
أوليفر إتش. دوكري هو دبلوماسي وسياسي أمريكي، ولد في 12 أغسطس 1830 في روكنغهام في الولايات المتحدة، وتوفي في 21 مارس 1906 في بالتيمور في الولايات المتحدة. نشط حزبياً في الحزب الجمهوري. وقد انتخب عضو مجلس ولاية كارولاينا الشمالية ‏ وانتخب عضو مجلس النواب الأمريكي.